# جلوكوكرويت

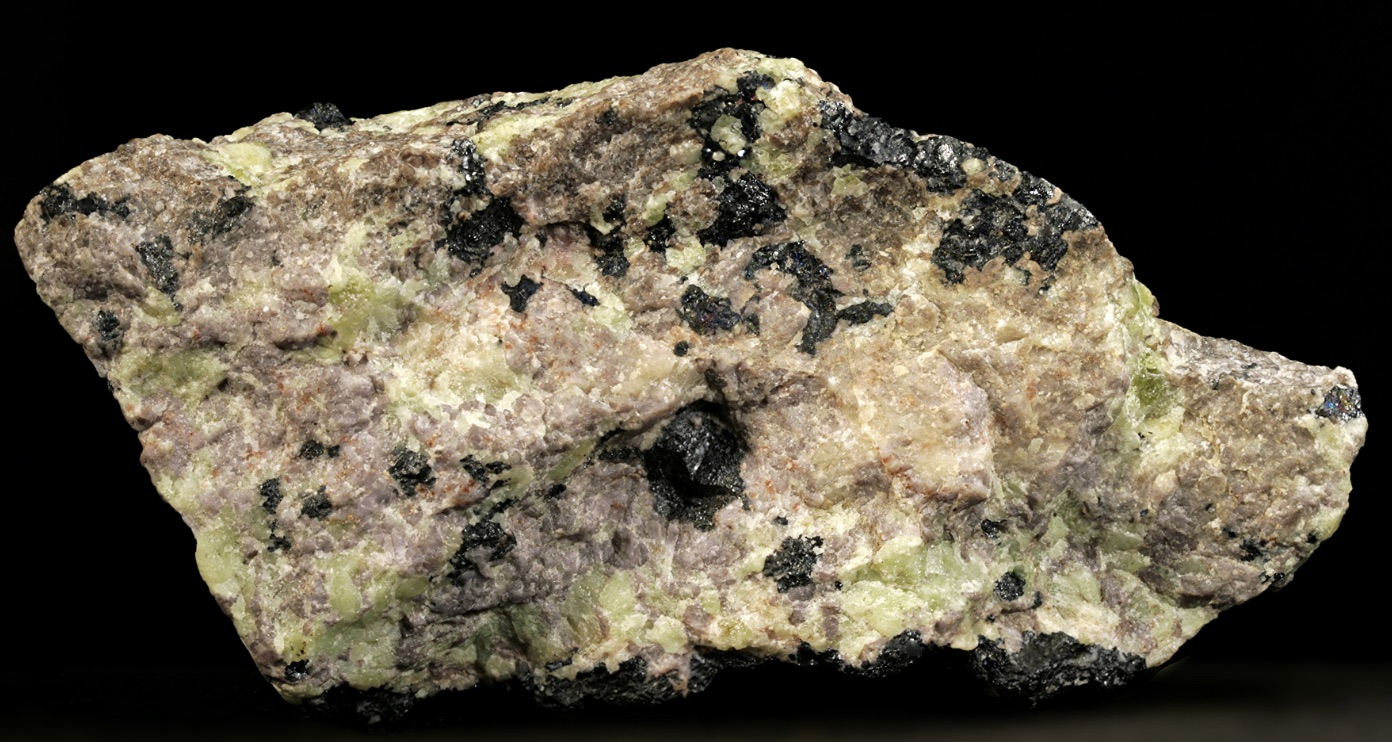

جلوكوكرويت هو معدن الكالسيوم والمنجنيز والنيوسيليكات بالصيغة التالية: CaMnSiO4. يوجد في الحجر الجيري الميتامورفي.
وصف لأول مرة في عام 1899 في نيو جرسي، أمريكا.